# 辻演武
辻 演武（つじ えんぶ、1892年（明治25年）2月26日 - 1969年（昭和44年）8月10日）は、大正・昭和初期の軍人。佐賀郡東与賀町（現佐賀市東与賀町）出身。祖父は佐賀の干拓の父とも言われる辻演年。弟は後に参議院議員となる福岡日出麿。最終階級は陸軍中将。栄典は従四位勲二等。

## 経歴
1892年、東与賀村長辻武一郎の長男として東与賀村住吉に生まれる。佐賀中学校を卒業後軍人を志し熊本陸軍幼年学校に進学。さらに陸軍士官学校に進んだ（陸士25期）。砲兵畑を進み、久留米野砲24連隊、朝鮮龍山砲兵隊などに所属。1938年（昭和13年）には野砲兵23連隊長として上海に入り江南の治安確保に当たった。さらに南京政府軍事顧問、第20砲兵団長、中部軍兵器部長などを経て1945年（昭和20年）陸軍兵器学校長となり中将に昇進した。なお辻が最後の陸軍兵器学校長である。1947年（昭和22年）11月28日、公職追放仮指定を受けた。
終戦後は郷里に帰り、慣れぬ農業や商事会社の社長などを務める一方、現役時代から荻原井泉水に私淑し句作を行うなど文人肌でもあった彼は当時発足した「ひのくに」佐賀支社短歌会に入会。「有思」と号して余生を短歌に打ち込んだ。
1969年（昭和44年）三男の家族と共に前年移り住んだ広島にて心不全により死去。77歳。死後に歌友の代居三郎が、辻の作品から『軍旅のかげに』の遺歌集を編集し出版した。